# Rare Book Room
Rare Book Room è una biblioteca digitale che offre accesso a libri rari e antichi digitalizzati.

## Storia
Nel 1996, la società californiana Octavo Company ha iniziato a scansionare libri rari e importanti provenienti da biblioteche di tutto il mondo. I documenti sono stati scansionati ad altissima risoluzione utilizzando le apparecchiature standard sofisticate dell'epoca, con alcune pagine che superavano i 200 MB ciascuna. Questi documenti sono stati venduti su CD-ROM dalla Octavo Company.
Nel 2006 è stato creato il sito web della Rare Book Room, che contiene una collezione completa in media risoluzione ed è disponibile gratuitamente al pubblico tramite un browser web o come file PDF. Alcune versioni ad alta risoluzione sono ancora vendute da Octavo tramite un sito web separato. Dal 2007 sono stati scansionati più di 400 libri.

## Collezione

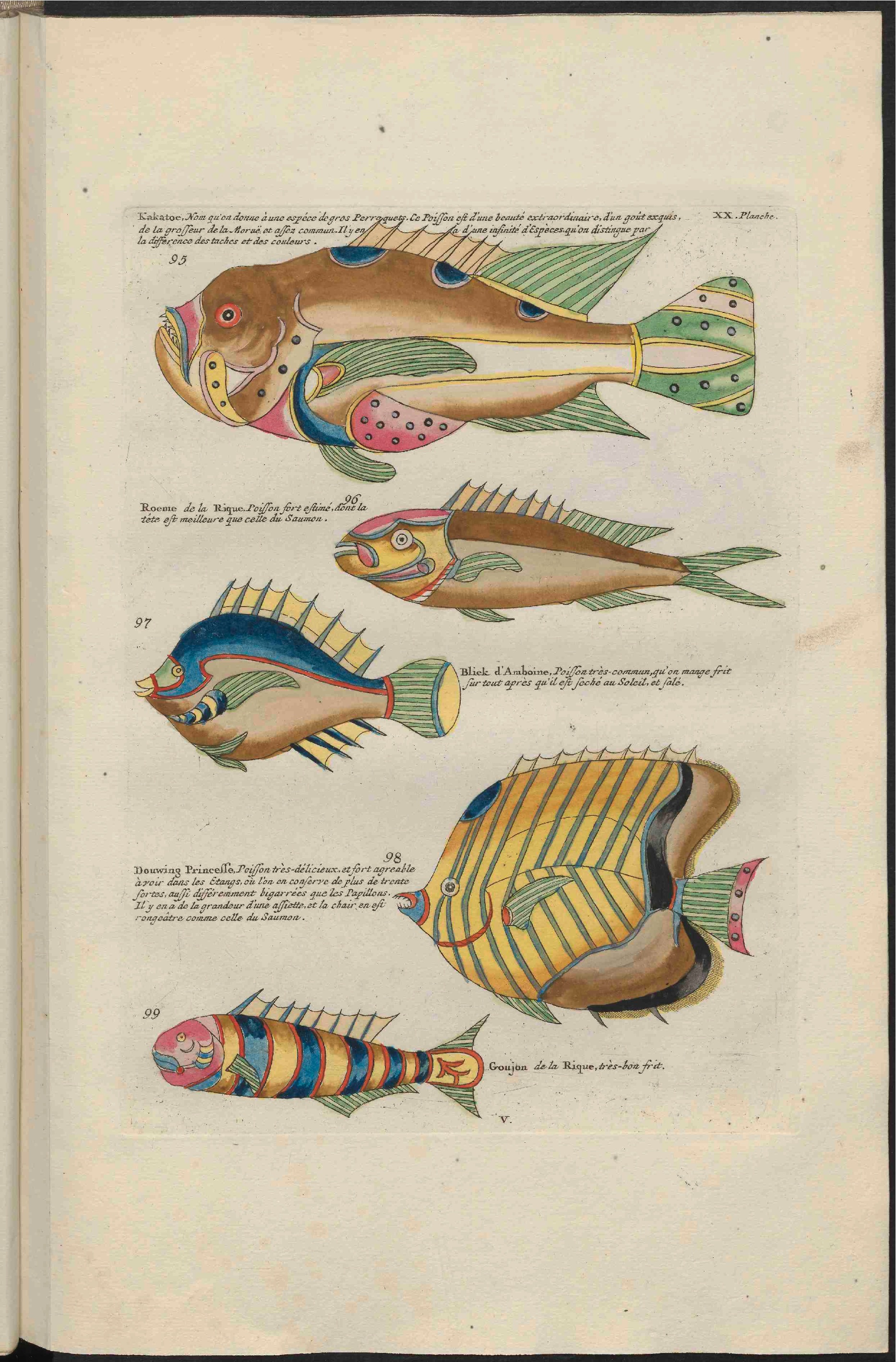
Louis Renard - Storia naturale

La collezione include libri digitali dei seguenti autori:
- Galileo (scienziato)[4],[5],[6],[7],
- Isaac Newton[8],[9]
- Nicolas Copernico[10],
- Johannes Kepler[11],[12],
- Albert Einstein[13]
- Charles Darwin[14].
- Senofonte - Costituzione dei Lacedemoni[15]
- Aristofane - commedie[16]
- Euclide - Elementi[17]
- William Shakespeare - la maggior parte delle sue opere teatrali[18]
- Benjamin Franklin - le sue opere principali[19]

La collezione include anche la maggior parte dei quartini di Shakespeare della British Library, della Bodleian Library, della University of Edinburgh Library e della National Library of Scotland, e il First Folio della Folger Library. La collezione comprende copie della Biblioteca del Congresso del Poor Richard's Almanac di Benjamin Franklin, e altre edizioni rare: una Bibbia di Gutenberg del 1455, il libro di William Harvey sulla circolazione del sangue, il Sidereus Nuncius di Galileo, , la prima stampa del Bill of Rights negli Stati Uniti e la Magna Carta.